# Vrchlabí
Vrchlabí (en alemán: Hohenelbe) es una pequeña ciudad situada a orillas del río Elba, en la región de Hradec Králové, en la zona de las montañas de los Gigantes, en el norte de la República Checa, cerca de la frontera con Polonia. En la actualidad su población es de algo más de 13 000 habs. 

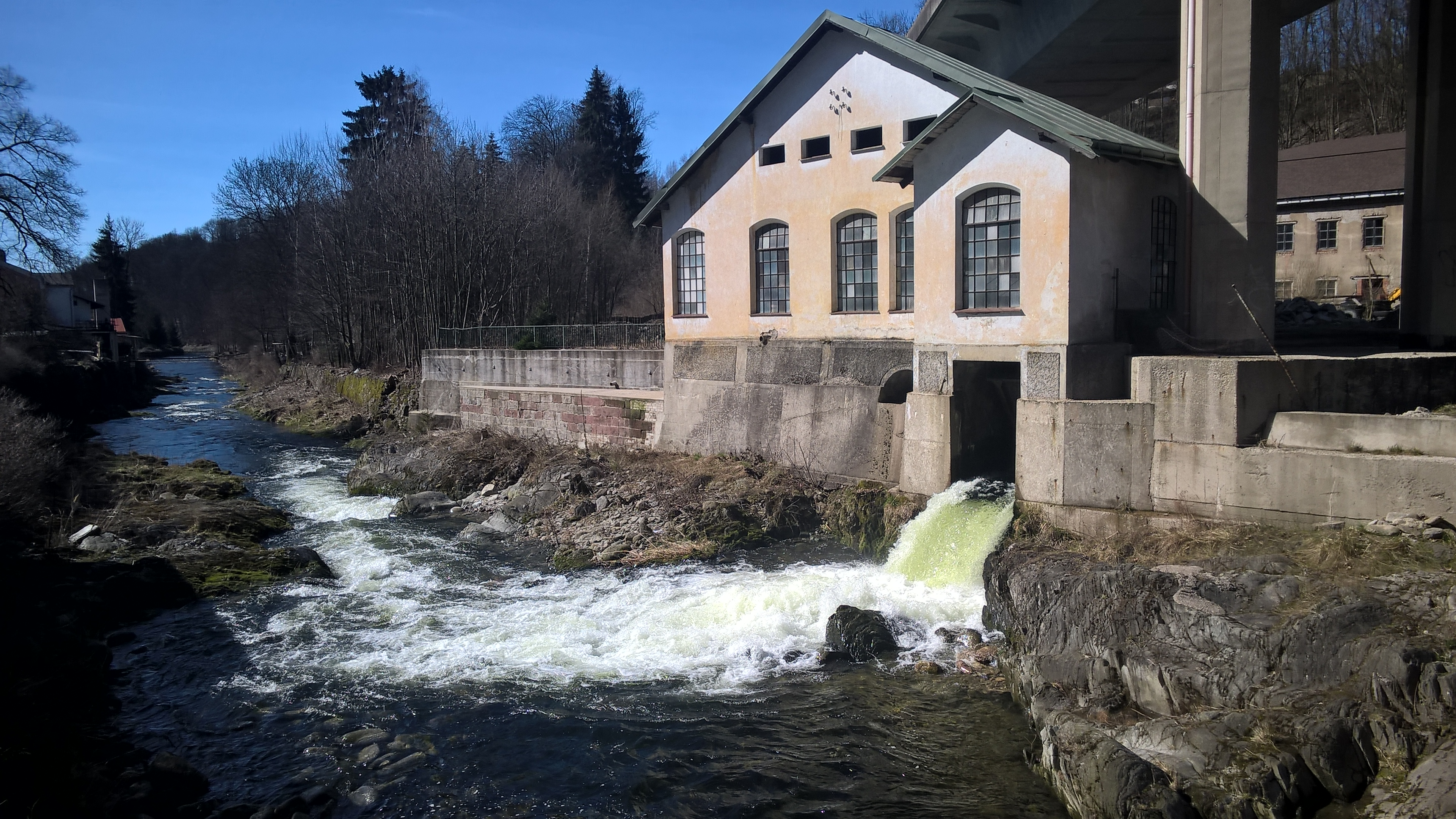
El río Elba a su paso por Vrchlabí

En cuanto a su economía, destaca su gran fábrica de automóviles de Škoda. 

## Ciudades hermanadas
- Trouville-sur-Mer, Francia
- Baunatal, Alemania